# Федеральный театральный проект

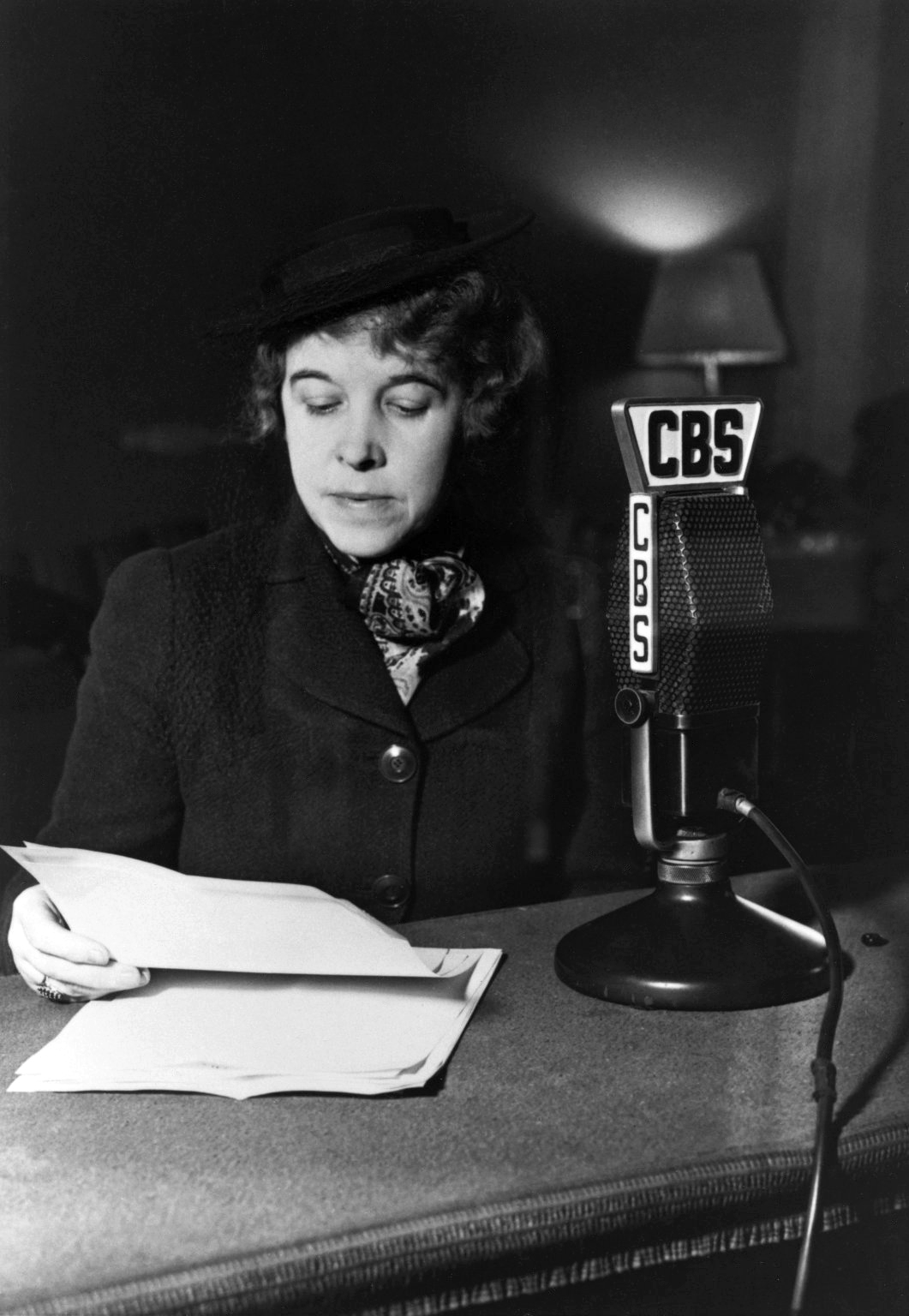
Национальный директор Федерального театрального проекта Холли Фланаган на CBS Radio (1936)

Федеральный театральный проект (англ. Federal Theatre Project, FTP или ФТП) — американская программа государственного финансирования театра, являвшаяся частью «Нового курса» Франклина Рузвельта; продолжалась с 1935 по 1939 год. Главой проекта, финансировавшегося Управлением общественных работ (WPA), являлась продюсер, театральный режиссёр и драматург Холли Фланаган (Hallie Flanagan).
Проект входил в число пяти федеральных проектов, направленных на поддержку деятелей культуры (Federal Project Number One), и считался крупнейшим начинанием администрации Ф. Д. Рузвельта в области искусства. Его называли вторым (после СССР) по размеру и активности национально спонсируемым театром мира. В рамках данного театрального проекта, FTP, призванная обеспечить работой лишившихся её из-за экономического кризиса артистов, поощряла эксперименты в области новых театральных форм и техник; проект позволил миллионам американцев впервые в жизни увидеть живой театр.
Цели программы состояли в том, чтобы вернуть безработных артистов на сцену (и создать новую театральную аудиторию), не подорвав при этом работу существующих театров. Программа соответственно концентрировалась на развитии театров вдали от привычных «театральных узлов» (Нью-Йорка, Чикаго и Лос-Анджелеса), а также таких жанрах и формах, которые не привлекали интереса коммерческих театров. Охват проекта включал детские театры, классический театр, театр на иностранных языках (немецкий, испанский, идиш), экспериментальный театр, политический театр, афроамериканский театр и «живые газеты», а также радиопостановки, танцы, конкурсы красоты и кукольные театры.
Проект стал источником масштабных политических разногласий: Комиссия по расследованию антиамериканской деятельности заявила, что содержание постановок поддерживает «расовую интеграцию между черными и белыми американцами» — а сами постановки содержат антикапиталистическую (коммунистическую) пропаганду. Финансирование проекта было резко прекращено 30 июня 1939 года, оставив без работы 8 тысяч человек.
Деятельность Федерального театрального проекта легла в основу художественного фильма Тима Роббинса «Колыбель будет качаться» (1999 год).